# Quartetto LaSalle
Il Quartetto LaSalle è stato un quartetto d'archi attivo dal 1946 al 1987.

## Storia
Fu fondato dal primo violino Walter Levin. Il nome di LaSalle deriva da un appartamento in LaSalle Street a Manhattan, dove alcuni dei suoi membri vivevano nel primo periodo del quartetto. I membri suonavano su una serie di strumenti del liutaio Amati, donati al quartetto.
La formazione era nota soprattutto per la sua relazione con la seconda scuola di Vienna di Schönberg, Berg e Webern e con i modernisti europei che derivavano da quella tradizione, sebbene eseguissero anche la normale letteratura classica e romantica. Il Quartetto diede la prima esecuzione del Quartetto d'archi di Witold Lutosławski a Stoccolma nel 1965. György Ligeti dedicò il suo Quartetto per archi al gruppo e loro lo presentarono a Baden-Baden il 14 dicembre 1969. Il quartetto è stato identificato con il "Rinascimento Zemlinsky", poiché questo autore rimase in gran parte sconosciuto fino a quando non eseguirono le sue opere. Il quartetto ha vinto il Deutscher Schallplattenpreis per la registrazione dei suoi quartetti. Hanno anche registrato gli ultimi quartetti di Beethoven, i primi due quartetti di Mendelssohn, il Quintetto per archi D956 di Schubert con Lynn Harrell, i primi due quartetti di Brahms e i quartetti di Ravel e Debussy.
Il Quartetto LaSalle era il quartetto residente all'Università di Cincinnati - College-Conservatory of Music, e il violoncellista Lee Fiser ha insegnato lì fino al suo pensionamento nel 2017.

## Componenti
- Walter Levin, primo violino, visse e lavorò per molti anni a Basilea, in Svizzera, poi si trasferì in un ospizio a Chicago dove morì nell'agosto 2017;
- Henry Meyer, secondo violino e membro fondatore, divenne un didatta, tenendo lezioni in tutto il mondo e prestando servizio come professore di violino al College-Conservatory of Music di Cincinnati per oltre 25 anni. È stato il primo vincitore del premio alla carriera dell'American Classical Music Hall of Fame. Nel 1993, Meyer ha ricevuto il A.B. (Dolly) Cohen Award for Excellence in Teaching at University of Cincinnati. È morto nel dicembre 2006;
- Max Felde, violinista nella prima formazione, ha continuato la sua carriera a New York City, trasferendosi in seguito sulla costa occidentale del Canada per crescere la sua famiglia con la violinista Aurora Felde. Ha continuato la sua carriera musicale come assistente prima viola della CBC Chamber Orchestra, violista della Vancouver Symphony Orchestra per oltre 25 anni, oltre ad essere un abile liutaio. È morto nel 2005;
- Peter Kamnitzer, viola, è morto in Israele il 23 febbraio 2016, all'età di 93 anni;
- Richard Kapuscinski, violoncello;
- Jack Kirstein, violoncellista dal 1955 al 1975, morì nell'agosto 1995;
- Lee Fiser entrò nel quartetto nel 1975 con il sostegno di Jack Kirstein e di sua moglie Jeanne, una nota pianista di Cincinnati. Quando Jack lasciò il Quartetto continuò ad insegnare CCM, suonare in duo con sua moglie e dirigere la Northern Kentucky Symphony, un'orchestra di comunità.